# Dun Carloway

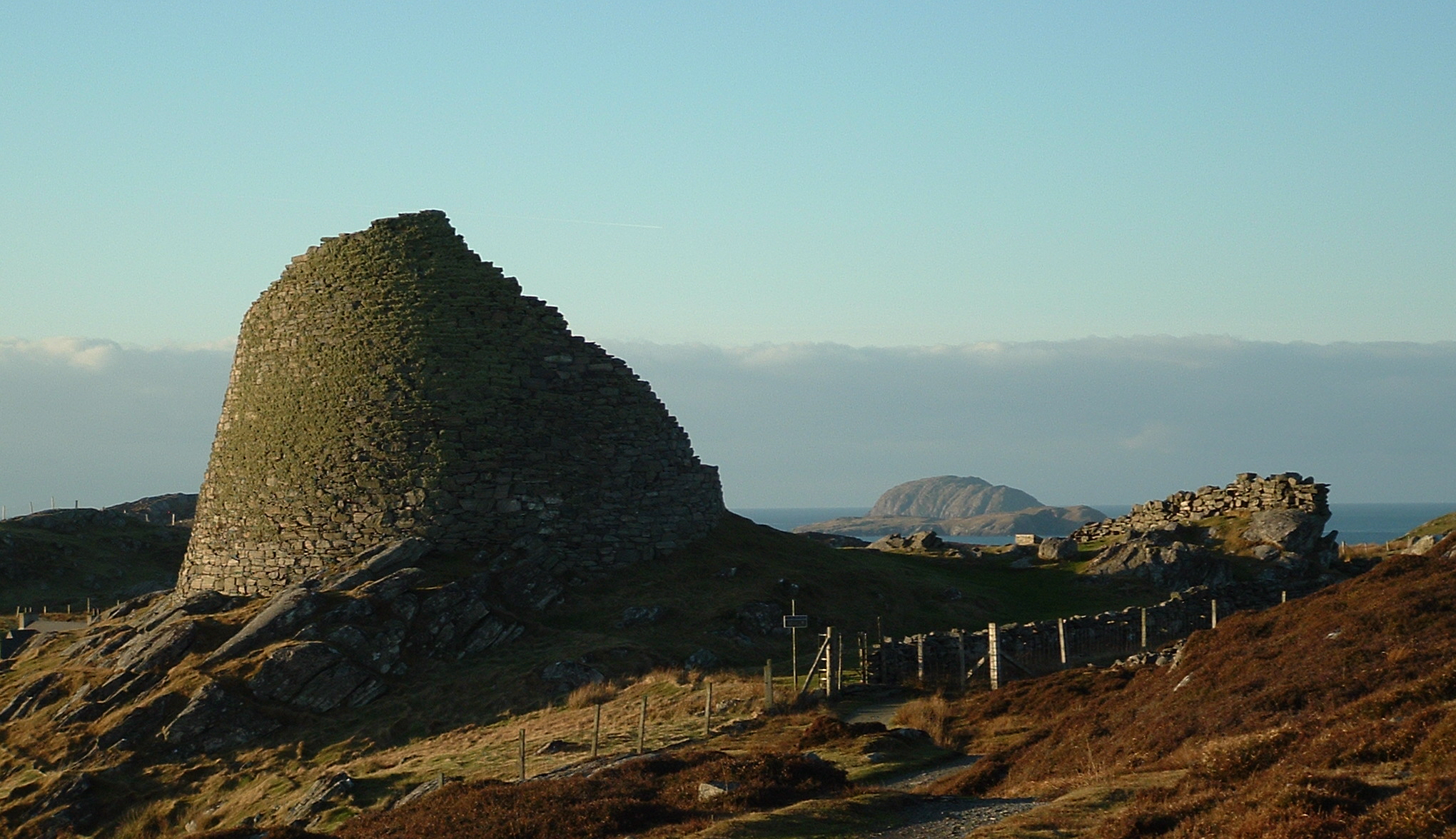
Photo prise de l'est

Dun Carloway (Dùn Chàrlabhaigh en gaélique écossais) est un broch situé sur la côte ouest de l'île de  Lewis dans les Hébrides extérieures.
Il s'agit d'une fortification de 14 à 15 mètres de diamètre et dont la façade atteint 9 mètres de hauteur. Les murs creux de 3 mètres d'épaisseur sont construits sans mortier. Des trous dans les murs attestent de la présence probable de planchers en bois sur plusieurs niveaux.
Probablement construit à la fin de l'Âge du fer, Dun Carloway a peut-être été occupé jusqu'au XIVe siècle.